# Krzysztof Kolumb (serial telewizyjny)
Krzysztof Kolumb (ang. Christopher Columbus) – trzyodcinkowy miniserial historyczny produkcji włosko-amerykańsko-francusko-niemieckiej z 1985 roku. 
Film był kilkukrotnie emitowany w Polsce, po raz pierwszy przez TVP 5 grudnia 1987 roku przez 3 kolejne wieczory w okresie świąt Bożego Narodzenia (w wersji dubbingowanej). 

## Główne role
- Gabriel Byrne – Krzysztof Kolumb
- Faye Dunaway – królowa Izabela Kastylijska
- Max von Sydow – król Jan
- Eli Wallach – ojciec Hernando De Talavera
- Rossano Brazzi – Diego Ortiz De Vilhegas
- Oliver Reed – Martin Pinzon
- Virna Lisi - Dona Moniz Perestrello
- Raf Vallone - Jose Vizinho
- Nicol Williamson – król Ferdynand

## Wersja polska
- Wersja Polska – Studio Opracowań Filmów w Łodzi
- Reżyseria – Grzegorz Sielski, Maria Horodecka

## Opis fabuły
Film jest epicką opowieścią ukazującą pełne poświęcenia starania Kolumba o zorganizowanie wyprawy do Indii morską drogą, tj. płynąc ze wschodu na zachód. Kiedy w końcu po wielu latach wyprawa dochodzi do skutku i odkrywca dopływa do wymarzonego lądu, nie zastaje tam ludzi opisywanych przez Marco Polo, ani tym bardziej wymarzonych bogactw. Choroby trawiące członków jego wyprawy, intrygi i zawiść współtowarzyszy, wrogość ze strony tubylców stają się w końcu jedynym owocem jego odkrycia. Powraca do Hiszpanii z piętnem niepowodzenia i popada w niełaskę hiszpańskiej pary królewskiej. Nikt, łącznie z samym Kolumbem nie zdaje sobie sprawy ze znaczenia odkrycia jakiego dokonał.